# Hewitsonia nigeriensis
Hewitsonia nigeriensis är en fjärilsart som beskrevs av Jackson 1962. Hewitsonia nigeriensis ingår i släktet Hewitsonia och familjen juvelvingar. Inga underarter finns listade i Catalogue of Life.